# Юркевич Лев Йосипович
Лев Йосипович Юрке́вич (19 серпня (31 серпня) 1883, с. Криве —† 11 жовтня (24 жовтня) 1919, Москва) — український соціал-демократичний діяч і письменник.

## Життєпис
Син відомого лікаря та громадського діяча Йосипа Юркевича з гурту «українців польської культури», що виник під впливом Володимира Антоновича, з 1904 член РУП. У 1906 році Лев Юрке́вич отримав поранення під час заворушень у Києві. Через рік після того він виїхав за кордон і там закінчив університетську освіту, розпочату 1903 в Київському Університеті. Після смерти батька, з 1911 р. жив на Заході (здебільшого у Франції); значну спадщину використовував на підтримку української соціал-демократичної преси («Наш Голос», Л. 1910 — 11; «Дзвін», К., 1913 — 14), друкувався в «Дзвоні» під псевдонімом Л. Рибалка.

## Погляди
Відстоюючи ідею української пролетарської революції, Юркевич виступав проти українського міщанства та орієнтації на Австрію й Німеччину. З цього приводу полемізував з Дмитром Донцовим, видавав «Боротьбу» (Женева, 1915 — 16, 7 чч.), в якій виступав проти Союзу Визволення України та проти російського великодержавного шовінізму, вимагаючи демократичної федералізації Російської Імперії та окремої української соціал-демократичної партії. В. Ленін, вважаючи Юркевича небезпечним супротивником, інтриґував проти нього. Юркевич у брошурі «Російські соціал-демократи й національне питання» (рос. «Русские социал-демократы и национальный вопрос», 1917, укр. переклад 1969) відповів критикою ленінського централізму. Після березневої революції намагався повернутися до України; помер у Москві.

## Твори
- «Національна справа і робітництво» (1913).
- «Кляси і суспільство» (1913).
- «L'Ukraine et la Guerre» (Льозанна, 1916).
- «Русские социал-демократы и национальный вопрос» (1917).

### Твори Юркевича
- Лев Юркевич. Кооперація і робітничий рух (за Вандервельде) (1913)
- Лев Юркевич. Національна справа і робітництво (1913)
- Лев Юркевич. Російські соціял-демократи і національне питання (1917)

### Про нього
- Юркевич Лев Йосипович // Україна в міжнародних відносинах. Енциклопедичний словник-довідник. Випуск 6. Біографічна частина: Н–Я / Відп. ред. М. М. Варварцев. — К.: Ін-т історії України НАН України, 2016. — с.348
- Юркевич Лев // Українська мала енциклопедія : 16 кн. : у 8 т. / проф. Є. Онацький. — Накладом Адміністратури УАПЦ в Аргентині. — Буенос-Айрес, 1967. — Т. 8, кн. XVI : Літери Уш — Я. — С. 2112. — 1000 екз.
- Володимир Панченко. Левко Юркевич vs Лєнін і Сталін. Історія одного передбачення (2015)
- Марко Бойцун. Соціал-демократія в Україні // Historians.in.ua — 2017. — 10 червня.
- Андрій Портнов. Ленін і більшовизм в українській соціалістичній думці першої третини XX століття // Historians.in.ua — 2012. — 5 квітня.